# Wedeno
Wedeno (russisch Ведено́; tschetschenisch Ведана) ist ein Dorf (selo) in der Republik Tschetschenien in Russland mit 3186 Einwohnern (Stand 14. Oktober 2010).

## Geographie
Der Ort liegt im nördlichen Teil des Großen Kaukasus etwa 50 km Luftlinie südöstlich der Republikhauptstadt Grosny, etwa 12 km von der Grenze zur Nachbarrepublik Dagestan entfernt. Er befindet sich zwischen dem Fluss Chulchulau und seinem linken Zufluss Achkitschu im Flusssystem des Terek. Im Süden erhebt sich der Khoroch-Kamm über dem Dorf mit dem gleichnamigen Gipfel.
Das Klima ist feucht und gemäßigt und wird durch die Nähe des kaukasischen Hauptkamms bestimmt. Der Berg Gorgo-Irzou liegt südwestlich des Dorfes. Die durchschnittliche jährliche Lufttemperatur beträgt +9,0 °C und reicht von durchschnittlich +21,5 °C im Juli bis durchschnittlich −4,0 °C im Januar. Der durchschnittliche jährliche Niederschlag beträgt ca. 600 mm.
Wedeno ist Verwaltungszentrum des Rajons Wedenski sowie Sitz der Landgemeinde Wedenskoje selskoje posselenije, zu der außerdem die drei Dörfer Eschilchatoi (4 km westlich), Neftjanka (2 km südwestlich des Zentrums) und Oktjabrskoje (nordwestlich anschließend) gehören. Südöstlich schließt nahtlos das Dorf Dyschne-Wedeno an, das mehr Einwohner als das Rajonzentrum hat und eine eigenständige Gemeinde bildet.

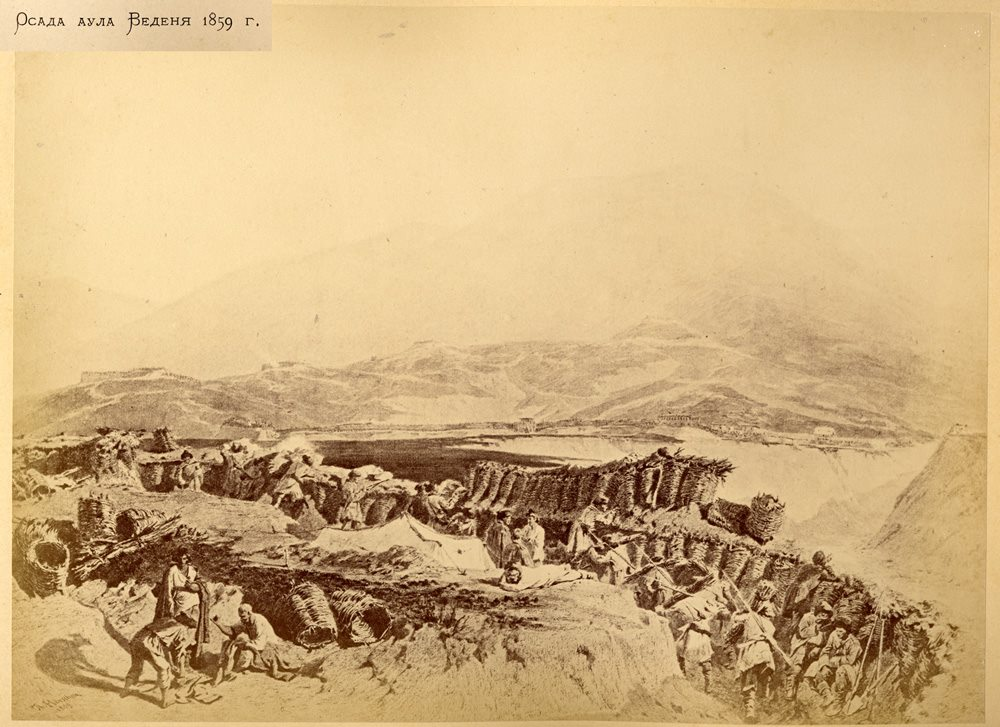
Theodor Horschelt: Die Belagerung des Auls Wedeno 1859
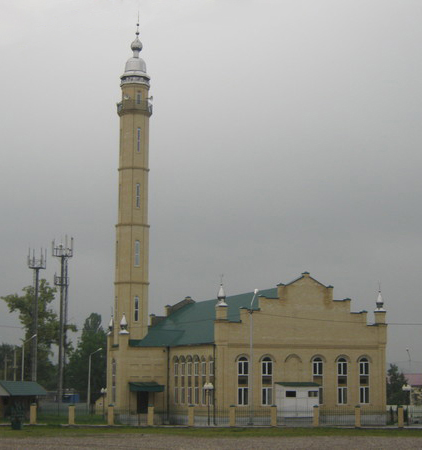
Moschee in Wedeno
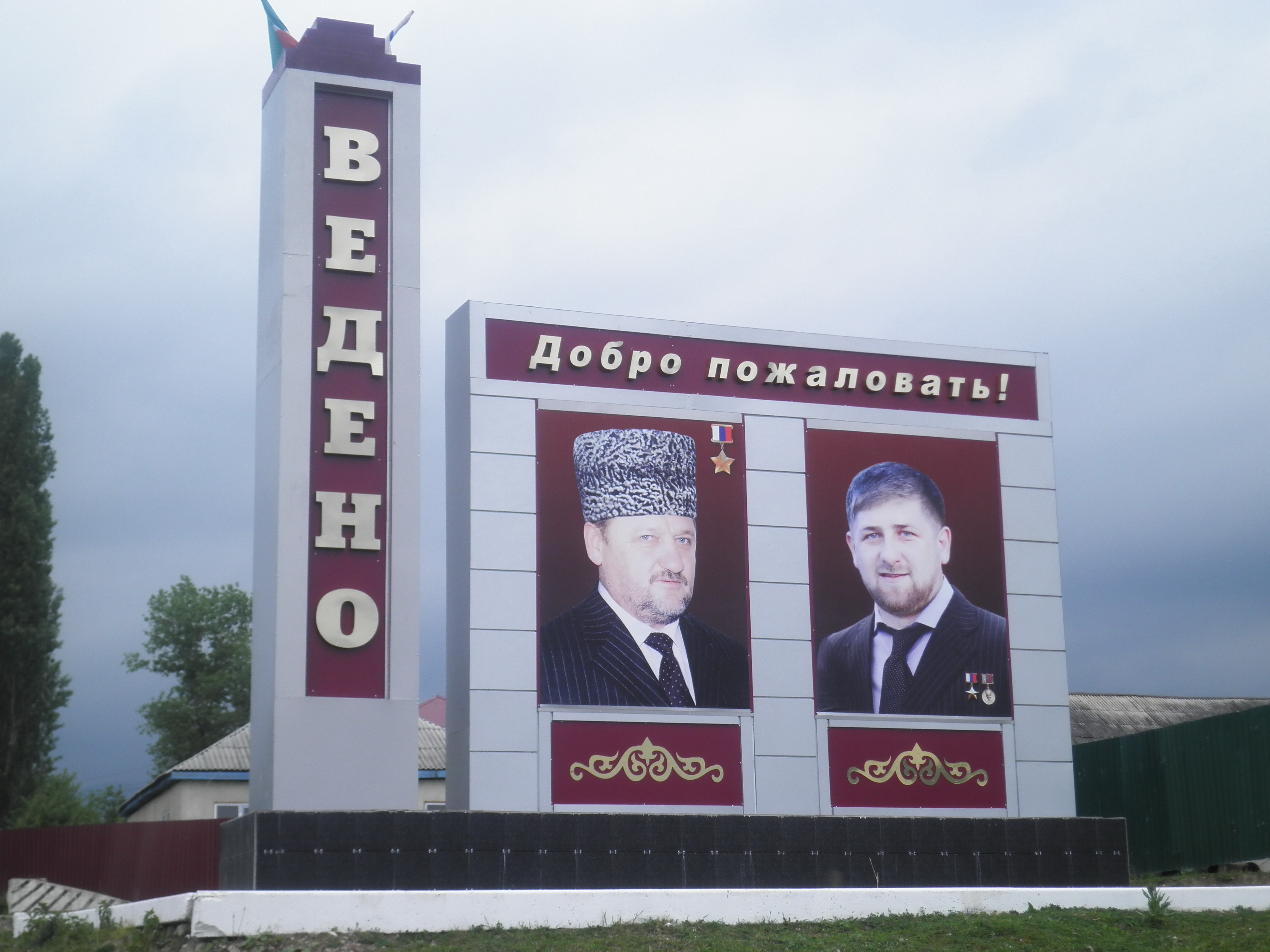
Einfahrt nach Wedeno mit Porträts von Achmat und Ramsan Kadyrow (2012)

## Geschichte
Das Gründungsjahr des tschetschenischen Auls Wedana ist unbekannt; der Name ist vom tschetschenischen Wort für eine ebene Fläche hergeleitet, hier in Bezug auf die Lage an einer breiten, flachen Stelle des Flusstals. Bedeutung erlangte der Ort im Kaukasuskrieg 1817–1864 als letzte Hauptstadt des ab 1829 bestehenden Nordkaukasischen Imamats, ab 1834 unter Imam Schamil. Die Erstürmung von Wedeno durch russische Truppen im April 1859 bedeutete das faktische Ende des Imamats.
Ab 1860 gehörte der Ort zur Oblast Terek, zunächst zu dessen Okrug Grosny, anfangs mit dem Status einer Befestigung (ukreplenije), der zivile Teil später als Sloboda. 1905 wurde Wedeno zum Sitz eines eigenständigen Okrugs.
Von September 1919 bis März 1920 war es die Hauptstadt des Nordkaukasischen Emirats – ein islamischer Staat, der auf dem Territorium von Tschetschenien und West-Dagestan vom Avar-Scheich Uzun-Khadzhi proklamiert wurde.
Nach Errichtung der Sowjetmacht in der Region wurde Wedeno Verwaltungssitz eines nach ihm benannten Rajons, zunächst im Bestand des Tschetschenischen Nationalkreises (Nationalokrugs) der Sowjetischen Gebirgsrepublik, dann ab 30. November 1922 der Tschetschenischen Autonomen Oblast, ab 15. Januar 1934 der Tschetscheno-Inguschischen Autonomen Oblast und schließlich ab 5. Dezember 1936 der Tschetscheno-Inguschischen ASSR. In der Periode der Deportation der gesamten tschetschenischen Bevölkerung aus der Region und der Aufhebung der tschetscheno-inguschischen Autonomie von 1944 bis 1957 gehörten Ort und Rajon zur Dagestanischen ASSR.
Während der Tschetschenienkriege ab 1994 war Wedeno als eine der größten relativ weit im gebirgigen Teil der Republik gelegenen Ortschaften erneut wiederholt umkämpft. Im Ersten Tschetschenienkrieg wurde Wedeno von russischen Truppen am 3. Juni 1995 eingenommen, im Zweiten Tschetschenienkrieg nach zweimonatigen, verlustreichen Kämpfen am 11. Januar 2000. Im August 2001 kam es zu einem Angriff der Separatisten auf die russische Kommandantur im Ort, im März 2006 zu Kämpfen zwischen OMON-Kräften und Separatisteneinheiten unter – dem im nahen Dyschne-Wedeno geborenen – Schamil Bassajew und Doku Umarow in der Umgebung.

### Bevölkerungsentwicklung
| Jahr | Einwohner |
| ---- | --------- |
| 1897 | 657       |
| 1939 | 1211      |
| 1959 | 1606      |
| 1970 | 2234      |
| 1979 | 2282      |
| 1989 | 2504      |
| 2002 | 1469      |
| 2010 | 3186      |

Anmerkung: Volkszählungsdaten

## Verkehr
Durch Wedeno verläuft die von Grosny über Argun, wo Anschluss an die föderale Fernstraße R217 Kawkas besteht, und Schali kommende Regionalstraße 96K-005, die weiter zur Grenze nach Dagestan führt, und von dort als 82K-008 über den 2117 m hohen Charami-Pass in Richtung Botlich – Chunsach – Buinaksk. Über diese Straße besteht auch Anschluss zum gut 20 km südlich von Wedeno an der Grenze zu Dagestan gelegenen See Kesenoiam.
Die nächstgelegene Bahnstation befindet sich etwa 40 km nordwestlich in Argun an der Strecke Gudermes – Grosny.

## Fauna
Nach dem Dorf ist die isoliert vorkommende Unterart Darevskia caucasica vedenica der Kaukasischen Felseidechse, die unweit des Ortes von russischen Herpetologen um Ilja Darewski entdeckt und 1999 beschrieben wurde.